# Véu de Ísis

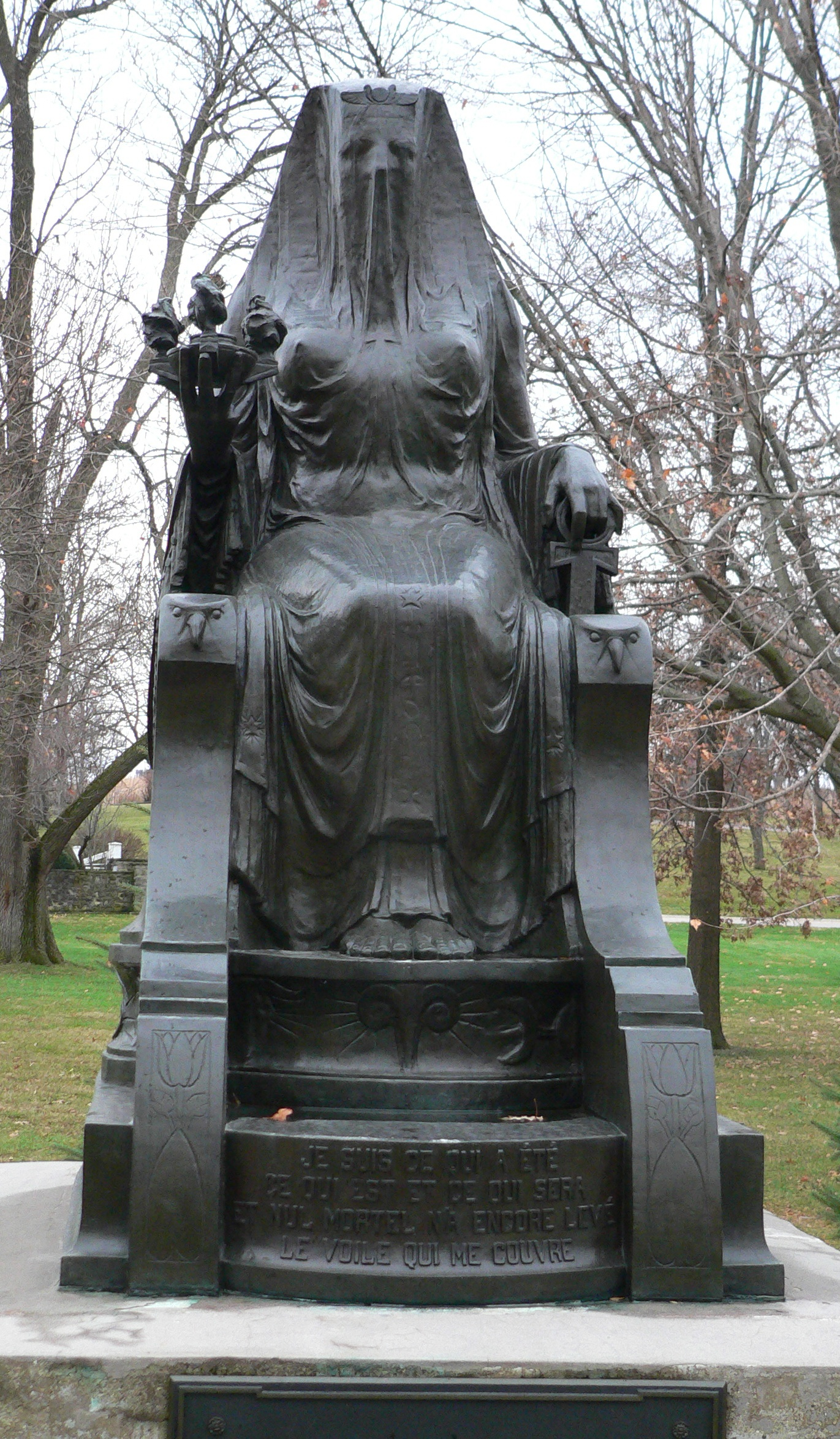
Ísis como uma "deusa da vida" velada com a inscrição de Saís escrita em francês no pedestal abaixo dela, no Herbert Hoover National Historic Site

O véu de Ísis é uma metáfora e motivo artístico alegórico em que a Natureza é personificada como a deusa Ísis coberta por um véu ou manto, representando a inacessibilidade dos segredos da natureza. Muitas vezes é combinado com um motivo relacionado, no qual a natureza é retratada como uma deusa com seios múltiplos que representa Ísis, Ártemis ou uma combinação de ambas.
O motivo era baseado em uma estátua de Ísis, ou da deusa Neith, às vezes igualada a ela, na cidade egípcia de Saís, mencionada pelos autores greco-romanos Plutarco e Proclo. Eles alegaram que a estátua tinha uma inscrição dizendo "Eu sou tudo o que foi, é e será; e nenhum mortal jamais ergueu meu manto". Ilustrações de Ísis com seu véu sendo levantado foram populares do final do século XVII ao início do século XIX, muitas vezes como representações alegóricas da ciência e filosofia do Iluminismo revelando os segredos da natureza. Autores no final do século XVIII, prenunciando o movimento romântico, começaram a usar o levantamento do véu de Ísis como uma metáfora para revelar uma verdade inspiradora. Helena Blavatsky, em Ísis sem Véu in 1877, usou a metáfora para as verdades espirituais que seu sistema de crença teosófico esperava descobrir, e a magia cerimonial moderna inclui um ritual chamado "rasgar do véu" para levar o mago a um estado superior de consciência espiritual.

## A estátua e a inscrição em Saís
A primeira menção do véu de Ísis aparece em Sobre Ísis e Osíris, uma interpretação filosófica da antiga religião egípcia por Plutarco, um escritor grego do final do primeiro e início do segundo século EC. Ele escreveu sobre a estátua de uma deusa sentada na cidade egípcia de Saís que trazia a inscrição "Eu sou tudo o que foi, é e será; e nenhum mortal jamais ergueu minha vestimenta". Plutarco chamou a vestimenta de peplos; a palavra é traduzida em inglês como "manto" ou "véu". Plutarco identificou a deusa como "Atena, que [os egípcios] consideram ser Ísis". Saís era o centro de culto da deusa Neith, a quem os gregos comparavam à sua deusa Atena e, portanto, era a deusa da qual Plutarco falava. Na época de Plutarco, Ísis era a deusa proeminente na religião egípcia e era frequentemente sincretizada com Neith, razão pela qual Plutarco igualou as duas. Mais de 300 anos após Plutarco, o filósofo neoplatonista Proclo escreveu sobre a mesma estátua no Livro I de seus Comentários sobre o "Timeu" de Platão. Nesta versão, a vestimenta é um chiton, "nenhum mortal" é substituído por "ninguém" e uma terceira afirmação é acrescentada: "O fruto do meu ventre foi o Sol".
Proclo disse que a estátua estava no ádito de um templo em Saís, mas as áreas internas dos templos egípcios não eram acessíveis a ninguém, exceto aos sacerdotes, e é improvável que a estátua de uma divindade fosse permanentemente velada; os sacerdotes viam a imagem de culto do deus todos os dias ao realizar os rituais do templo. No entanto, uma estátua nos pátios ou corredores de um templo poderia ter uma inscrição semelhante à relatada por Plutarco e Proclo. A primeira parte da inscrição—"Eu sou tudo o que foi, é e será"—significa que a deusa abrange tudo. Essa afirmação era comumente feita de deuses criadores como Rá ou Ámon na religião egípcia; se o mesmo foi dito sobre Ísis, isso refletiu seu status aumentado na época greco-romana, na qual ela era frequentemente considerada a criadora do mundo. A segunda parte—"ninguém jamais levantou meu manto"—implica que a deusa era virginal, uma afirmação que ocasionalmente era feita de Ísis na época greco-romana, mas conflitava com a crença de longa data de que ela e seu marido Osíris conceberam seu filho Hórus. A versão de Proclo sugere que a deusa concebeu e deu à luz o Sol sem a participação de uma divindade masculina, o que refletiria os mitos egípcios sobre Neith como a mãe do deus sol Rá. Outra explicação possível, sugerida pelo egiptólogo Jan Assmann, é que a última parte da inscrição egípcia dizia "Não há ninguém exceto eu", proclamando que a deusa que tudo englobava era única e teria sido mal traduzida para o grego como "não há ninguém que abriu [ou: descobriu] minha face."

## Ísis e Artemis como natureza

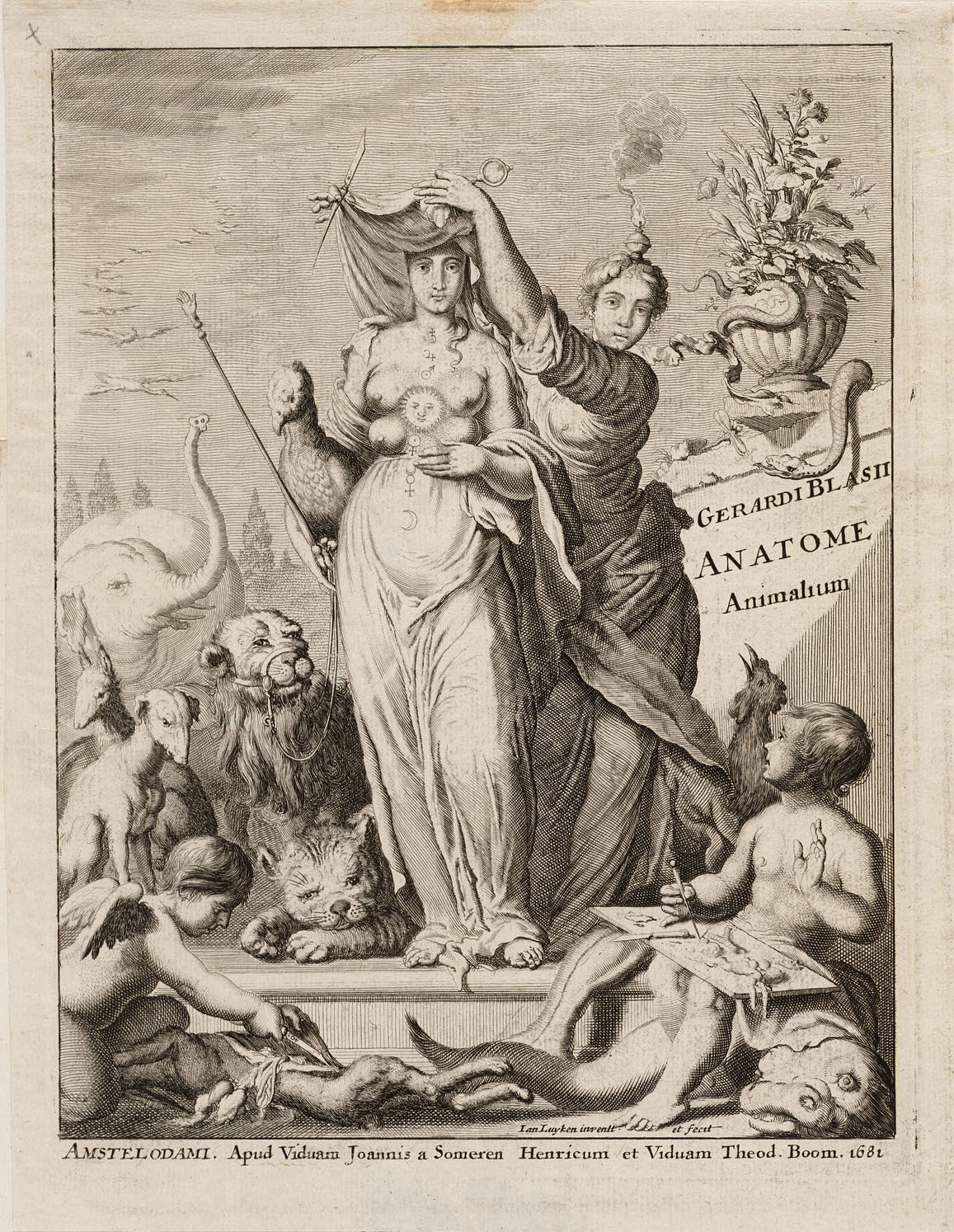
Ciência revelando a Natureza no frontispício do Anatome Animalum, 1681

Várias outras fontes influenciaram o motivo da Ísis velada. Uma era uma tradição que ligava Ísis à natureza e à deusa Ártemis. A arte europeia tem uma longa tradição de personificar a natureza como uma figura materna. A partir do século XVI, este motivo foi influenciado pela iconografia da deusa Ártemis de Éfeso (também conhecida pelo nome de sua equivalente romana, Diana). A Ártemis efésia foi retratada com protuberâncias redondas em seu peito que podem ter sido originalmente joias, mas passaram a ser interpretadas como seios. Ísis foi às vezes comparada com Ártemis, e o escritor romano Macróbio, no quarto século EC, escreveu: "Ísis é a terra ou natureza que está sob o sol. É por isso que todo o corpo da deusa se eriça com uma infinidade de seios colocados perto de uns aos outros [como no caso de Ártemis de Éfeso], porque todas as coisas são nutridas pela terra ou pela natureza." Assim, os artistas do século XVI representaram a natureza como Ísis-Ártemis com seios múltiplos.
Uma segunda influência foi uma tradição de que a natureza é misteriosa. Remonta a um aforismo do filósofo grego Heráclito no final do século VI ou início do V AEC, que é tradicionalmente traduzido como "A natureza adora se esconder". O livro de Edmund Spenser, A Rainha das Fadas, na década de 1590, personificou a natureza como uma mulher com um véu, embora sem uma conexão direta com Ísis, apesar de Ísis aparecer em outro lugar na obra. Vários ilustradores no século XVII usaram a mulher anônima com um véu da mesma maneira. Na década de 1650, Oedipus Aegyptiacus de Athanasius Kircher explicou explicitamente o véu de Ísis como um emblema dos segredos da natureza.

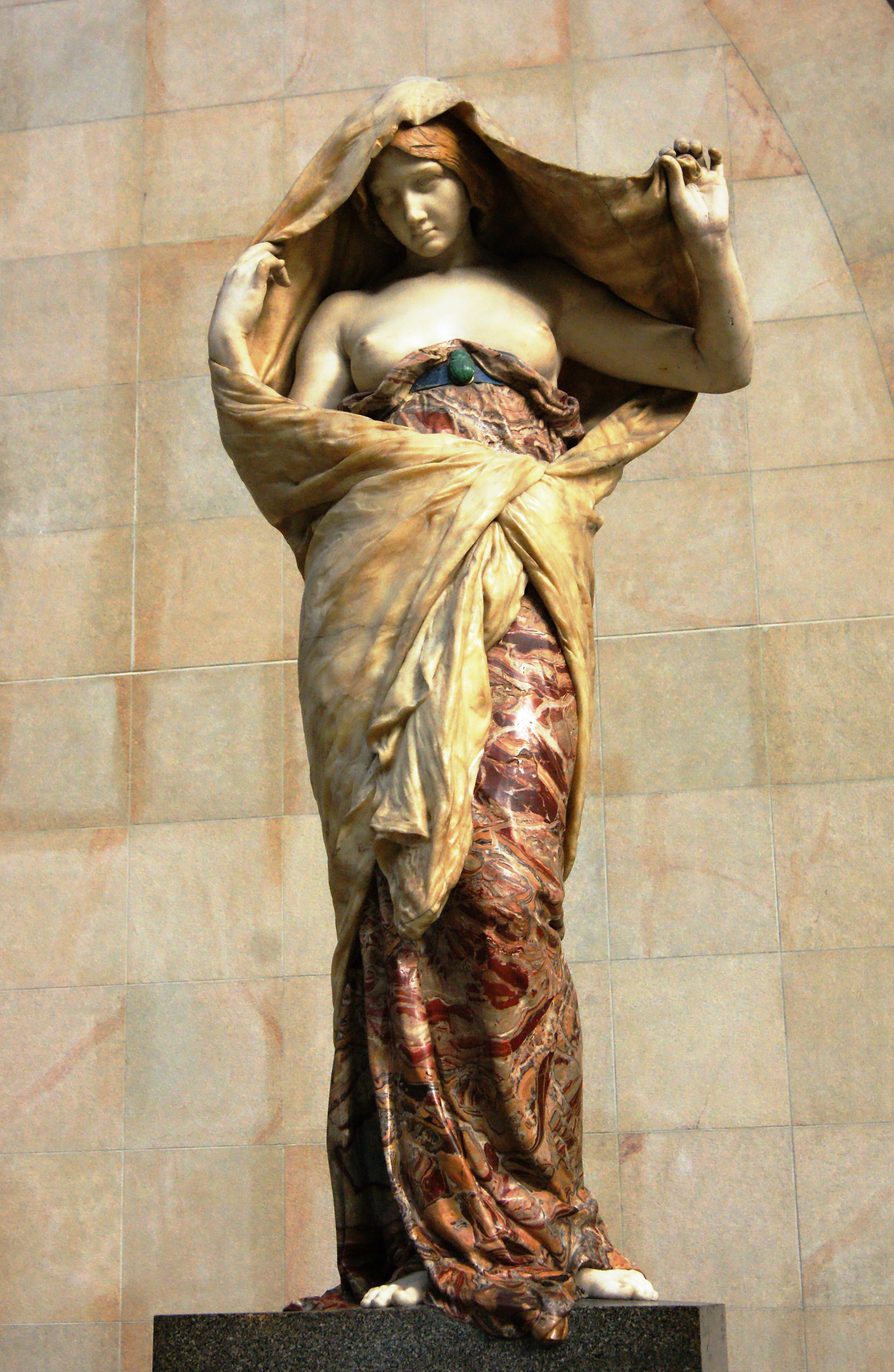
La Nature se dévoilant à la Science (1899), Luis Ernest Barrias

O frontispício do livro de 1681 de Gerhard Blasius, Anatome Animalum, gravado por Jan Luyken, foi a primeira representação de uma figura de Ísis-Artemis de muitos seios com o véu sendo removido. Mostra uma personificação da ciência removendo o véu, como uma alegoria da forma como a ciência descobre os segredos da natureza. Essa metáfora foi reutilizada nos frontispícios de muitas das obras de Antonie van Leeuwenhoek e, em seguida, em ilustrações para outras obras científicas ao longo do século XVIII. Em alguns casos, a figura velada é uma estátua, uma reminiscência da estátua original de Ártemis em Éfeso, enquanto em outros é uma mulher viva. O motivo era às vezes elaborado com outras metáforas, de modo que, por exemplo, no frontispício de A Filosofia da Natureza de Jean-Baptiste-Claude Delisle de Sales, a natureza se revela a um filósofo quando ele derruba o despotismo e a superstição. A revelação da figura de Ísis expressou assim a esperança, prevalente durante a Idade do Iluminismo, de que a filosofia e a ciência triunfariam sobre a irracionalidade para descobrir as verdades mais profundas da natureza. Este motivo continuou além do Iluminismo no século XIX. Um exemplo é a escultura de 1899 de Louis-Ernest Barrias, A Natureza se Desvelando à Ciência, na qual os seios múltiplos são omitidos e a figura de Ísis usa um escaravelho em seu vestido que sugere sua origem egípcia.

## Ísis como um mistério

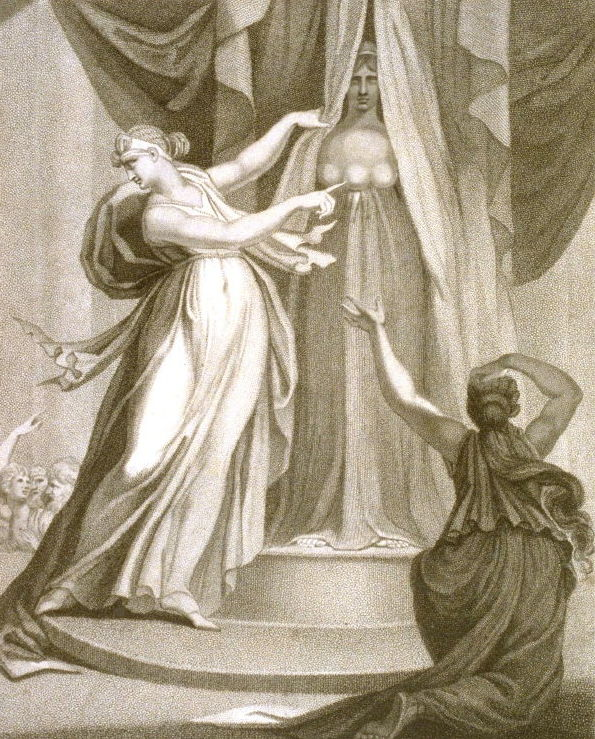
A inauguração de uma estátua de Ísis como personificação da natureza, retratada como o momento culminante de uma iniciação isíaca, em uma gravura de 1803 por Henry Fuseli

Outra interpretação do véu de Ísis surgiu no final do século XVIII, em consonância com o movimento romântico que se desenvolvia na época, no qual a natureza constitui um mistério que inspira reverência ao invés de um conhecimento prosaico.
Esta interpretação foi influenciada pelas antigas iniciações de mistério dedicadas a Ísis que eram realizadas no mundo greco-romano. Embora esses ritos tenham sido desenvolvidos nos tempos helenísticos ou romanos, sob a influência de ritos de mistério greco-romanos anteriores, tanto os autores clássicos quanto os estudiosos do século XVIII assumiram que eles eram características antigas da religião egípcia antiga. Muitos maçons, membros de uma organização fraternal europeia que atingiu sua forma moderna no início do século XVIII, adotaram motivos egípcios e passaram a acreditar que seus rituais podiam ser rastreados até os mistérios de Ísis. Um maçom na década de 1780, Karl Leonhard Reinhold, tentou reconciliar a história de origem tradicional da Maçonaria, que traça a Maçonaria de volta ao antigo Israel, com seu entusiasmo por temas egípcios. Para fazer isso, ele interpretou a primeira declaração na estátua de Saís, "Eu sou tudo o que foi, é e será", como uma declaração de panteísmo, em que natureza e divindade são idênticas. Reinhold alegou que a face pública da religião egípcia era politeísta, mas os mistérios egípcios foram projetados para revelar a verdade panteísta mais profunda aos iniciados da elite. Ele também disse que a declaração "Eu Sou o Que Sou", falada pelo Deus Judeu no Livro do Êxodo, significava o mesmo que a inscrição saíta e indicava que o judaísmo era um descendente do antigo sistema de crenças egípcio. Sob a influência da interpretação de Reinhold, outros maçons passaram a ver a Ísis velada como um símbolo de um enigma impenetrável, representando a Verdade e o Ser, assim como a natureza, uma divindade que, como afirma Assmann, era considerada como "abrangente demais para ter um nome."
Immanuel Kant conectou o motivo do véu de Ísis com seu conceito do sublime, dizendo: "Talvez ninguém tenha dito nada mais sublime, ou expressado um pensamento mais sublime, do que naquela inscrição no templo de Ísis (Mãe Natureza)." De acordo com Kant, o sublime evocava maravilha e terror, e essas emoções apareciam com frequência nas obras de autores do final do século XVIII e início do século XIX usando o motivo do véu. A natureza extática dos próprios ritos misteriosos antigos contribuiu para o foco nas emoções. Friedrich Schiller, por exemplo, escreveu um ensaio sobre as religiões egípcia e judaica que em sua maioria copiava o trabalho de Reinhold, mas colocava uma nova ênfase no acúmulo emocional que cercava os mistérios. Disse que ele preparava o iniciado para confrontar o poder inspirador da natureza no clímax do rito. Da mesma forma, um frontispício de Henry Fuseli, feito para o poema de Erasmus Darwin, The Temple of Nature, em 1803, mostra explicitamente a inauguração de uma estátua de Ísis como o clímax da iniciação.
O livro Ísis sem Véu de Helena Blavatsky, de 1877, um dos textos fundamentais para o sistema de crenças esotéricas da Teosofia, usava a metáfora do véu como título. Ísis não é proeminente no livro, mas nele Blavatsky disse que os filósofos tentam levantar o véu de Ísis, ou natureza, mas veem apenas suas formas físicas. Ela acrescentou: "A alma interior escapa da visão deles; e a Mãe Divina não tem resposta nenhuma para eles", implicando que a Teosofia revelaria verdades sobre a natureza que a ciência e a filosofia não poderiam.

## Partir do Véu
O "Partir do Véu", "Penetração do Véu", ou "Rasgar do Véu" refere-se, na tradição do mistério ocidental e na feitiçaria contemporânea, a abrir o "véu" da matéria, ganhando assim entrada para um estado de consciência espiritual em que os mistérios da natureza são revelados. Na magia cerimonial, o sinal da abertura do véu é um gesto simbólico executado pelo mago com a intenção de criar tal abertura. É realizado começando com os braços estendidos para a frente e as mãos espalmadas uma contra a outra (palma com palma ou costas com costas), em seguida, espalhando as mãos com um movimento de abertura até que os braços apontem para ambos os lados e o corpo esteja em uma forma de T. Depois que o trabalho for concluído, o mago normalmente executará o Sinal de Fechamento do Véu correspondente, que tem os mesmos movimentos ao contrário.